# اسیر (فیلم ۱۳۵۱)
اسیر فیلمی به کارگردانی اسماعیل کوشان و نویسندگی تورکر اینان اوغلو، اسماعیل کوشان ساختهٔ سال ۱۳۵۱ است.

## بازیگران
- جونیت آرکین
- فیلیز آکین
- همایون
- جمشید مهرداد